# گیلبان
گیلبان (انگلیسی: Gilbane) شرکت املاک آمریکایی است، که در سال ۱۸۷۰ توسط ویلیام گیلبان تأسیس شد.